# Шелдон (Міссурі)
Шелдон (англ. Sheldon) — місто (англ. city) в США, в окрузі Вернон штату Міссурі. Населення — 435 осіб (2020).

## Географія
Шелдон розташований за координатами 37°39′30″ пн. ш. 94°17′45″ зх. д. / 37.65833° пн. ш. 94.29583° зх. д. (37.658356, -94.295713).  За даними Бюро перепису населення США в 2010 році місто мало площу 1,36 км², уся площа — суходіл.

## Демографія
Згідно з переписом 2010 року, у місті мешкали 543 особи в 208 домогосподарствах у складі 128 родин. Густота населення становила 399 осіб/км².  Було 238 помешкань (175/км²).
Расовий склад населення:
| - 94,3 % — білих - 0,9 % — корінних американців - 0,2 % — чорних або афроамериканців - 1,3 % — осіб інших рас |

До двох чи більше рас належало 3,3 %. Частка іспаномовних становила 6,8 % від усіх жителів.
За віковим діапазоном населення розподілялося таким чином: 27,1 % — особи молодші 18 років, 60,6 % — особи у віці 18—64 років, 12,3 % — особи у віці 65 років та старші. Медіана віку мешканця становила 33,8 року. На 100 осіб жіночої статі у місті припадало 93,9 чоловіків;  на 100 жінок у віці від 18 років та старших — 87,7 чоловіків також старших 18 років.
Середній дохід на одне домашнє господарство  становив 45 316 доларів США (медіана — 38 182), а середній дохід на одну сім'ю — 49 201 долар (медіана — 42 143). Медіана доходів становила 26 375 доларів для чоловіків та 21 653 долари для жінок. За межею бідності перебувало 19,0 % осіб, у тому числі 16,4 % дітей у віці до 18 років та 28,1 % осіб у віці 65 років та старших.
Цивільне працевлаштоване населення становило 349 осіб. Основні галузі зайнятості: освіта, охорона здоров'я та соціальна допомога — 24,9 %, роздрібна торгівля — 13,5 %, виробництво — 11,2 %, науковці, спеціалісти, менеджери — 10,6 %.